# Markus Rühl
Markus Rühl (ur. 22 lutego 1972 w Darmstadt) – niemiecki profesjonalny kulturysta, przedstawiciel federacji IFBB. Zajął pierwsze miejsce na Night of Champions w 2002 roku.

## Życiorys
Urodził się i dorastał w Darmstadt w Niemczech. Jeden z najcięższych zawodników na zawodowej scenie. Ze względu na potężne parametry nazwany „Niemiecką bestią”, która bardziej dosadnie określa jego sylwetkę. Treningi zaczął już w wieku 19 lat, wcześniej jego pasją była piłka nożna.
Jest fanatykiem bardzo ciężkiego treningu, z maksymalnie dużymi ciężarami, ale przy zachowaniu odpowiednio dużej ilości powtórzeń. Jego ulubioną metodą treningu jest wykonywanie wymuszonych powtórzeń po tym, jak nie może samodzielnie wykonać następnego powtórzenia. Tak intensywny trening doprowadził go do zawodowstwa i debiutu w 1999 roku na Mr. Olympia. Zdobył tam 12 miejsce.
Potem w 2000 roku zajął w silnie obsadzonych zawodach Night of Champion II miejsce. Najwyższą formę sportową prezentował w 2002 roku wygrywając Night of Champions i zdobywając 8 miejsce na Olympii.
W 2007 roku przerwał karierę sportową. Powodem tej poważnej decyzji była kontuzja uniemożliwiająca dalsze ciężkie treningi oraz zbyt intensywny tryb życia.

## Wymiary
- Wzrost: 178 cm
- Waga startowa: 130 kg (2009 ok. 105 kg)
- Waga poza sezonem: 145 kg-155 kg (320-340 lb)
- Biceps: 64 cm
- Udo: 81 cm
- Obwód w pasie: 96 cm

## Osiągnięcia
- 1999:
  - Grand Prix England – IFBB – VII m-ce
  - Joe Weider's Pro World – IFBB – VII m-ce
  - Mr. Olympia – IFBB – X m-ce
  - Night of Champions – IFBB – IV m-ce
- 2000:
  - Mr. Olympia – VII m-ce
  - Joe Weider's World Pro Cup – V m-ce
  - Grand Prix England – V m-ce
  - Night of Champions – IFBB – II m-ce
  - Toronto Pro – IFBB – I m-ce
- 2001:
  - Mr. Olympia – XIV m-ce
- 2002:
  - Mr. Olympia – VIII m-ce
  - Night of Champions XIV – I m-ce
  - Toronto Pro Classic – II m-ce
- 2003:
  - Arnold Classic – III m-ce
- 2004:
  - Mr. Olympia – V m-ce
- 2005:
  - Mr. Olympia – XV m-ce
- 2006:
  - IFBB Austria Pro Grand Prix – III m-ce
  - Mr. Olympia – VIII m-ce